# Уитта, Гэри
Гэри Лесли Уитта (англ. Gary Leslie Whitta; род. 21 июля 1972 года) – американский сценарист, писатель, дизайнер игр и журналист по компьютерным играм. Он известен, как бывший главный редактор британского и американского изданий PC Gamer и постоянный сотрудник игрового журнала ACE.
Уитта был сценаристом «Книга Илая» (2010), соавтором «После нашей эры» (2013) вместе с М. Найт Шьямаланом и соавтором сюжета «Изгой-один. Звёздные войны: Истории» (2016).

## Карьера
Уитта начал свою карьеру в качестве журналиста игр для журнала ACE. Когда в 1992 году ACE прекратил активность, он стал заместителем редактора The One for Amiga Games и участвовал в создании оригинального журнала PC Gamer в Великобритании. Впоследствии он занимал должность редактора Total Football. Несколько лет спустя он переехал в Соединенные Штаты, чтобы стать главным редактором новой американской версии PC Gamer.

## Издание журнала
Помимо участия в создании PC Gamer, Уитта имеет давнюю историю работы в печатных и онлайн-журналах различных видов. Журнал ACE принадлежал британскому издателю Future Publishing, а в начале 2000 года Уитта вместе с Future создал киножурнал Total Movie magazine. Из-за финансовых трудностей у издателя, Total Movie прекратил свое существование всего только после четырех выпусков в начале 2001 года.
Несмотря на то, что Уитта больше не занимается управлением и редактированием, он по-прежнему публикует обзоры игр и мнения для ряда игровых публикаций. Его статьи можно найти в разных местах, включая PC Gamer и 1UP. Он также участвует в подкастах индустрии, например, с Tested.com, PC Gamer и Next Generation.

## Сценарии
Помимо участия в периодических изданиях, Уитта написал ряд сценариев и телевизионных эпизодов.
Уитта нашел голливудский успех как сценарист фильма «Книга Илая». Он также работал над сценарием, известным как «Проект Обезьяны» с Крисом Уэстоном, который переосмыслил бы классический буддийский роман «Путешествие на Запад» (и связанный с ним классический телесериал «Обезьяна») как мультсериал. Однако Уэстон вышел из проекта.
Более поздние слухи связали его с одним проектом Blizzard, возможно основанным на серии игр «Diablo». На FirstShowing.net было объявлено, что Уитта должен был написать сценарий для версии «Akira» с живым действием. Однако Уитта больше не привязан к проекту. Он написал сценарий боевика к фильму Бессмертный. Его последней работой как сценарист был научно-фантастический фильм «После нашей эры». Он был нанят для создания сценария первого отдельного фильма «Изгой-один. Звёздные войны: Истории», режиссера Гарета Эдвардса. 9 января 2015 года было объявлено, что он ушел из проекта.
27 октября 2016 года Variety сообщило, что Warner Bros, Village Roadshow и Team Downey собрали комнату писателей для третьего фильма Гая Ричи о Шерлоке Холмсе с несколькими важными именами, включая Уитту, Николь Перлман, Джастина Малена, Женеву, Дворец-Робертсона и Киран Фицджеральда.

## Разработка игр
В области разработки компьютерных игр, Уитта консультировал по ряду проектов. Возможно, его наиболее известный вклад был в качестве писателя для «Duke Nukem Forever»,  «Prey», и «Gears of War». Он также консультировал по общему дизайну игр для Microsoft, Electronic Arts, Activision, Midway Games и других. Совсем недавно Уитта был привлечен к работе над сюжетной разработкой эпизодической видеоигры «Ходячие мертвецы» от Telltale Games, в то время как он писал свой четвертый эпизод. Хотя он покинул Telltale после завершения первого сезона, он вернулся, чтобы помочь завершить «Ходячие мертвецы: последний сезон».

## Комиксы
Уитта также является автором популярной короткой серии комиксов, основанных на персонаже «Смерть младший» , вместе с кавером Майком Миньолой и иллюстратором Тедом Найфе. Будучи продленным на вторую серию из трех частей, текст получил похвалу как «обаятельный и ловко подрывной» и за его «причудливые персонажи и ловкий юмор». Уитта рассказал о своем опыте написания этого комикса в Silver Bullet Comics в мае 2005 года.
В настоящее время Уитта совместно с Трансметрополитен / The Boys исоавтором и иллюстратором Дариком Робертсоном совместно выпускает комикс OLIVER для выпуска 2015 года от Image Comics.

## Подкасты
Уитта был частым комментатором подкаста PC Gamer, и он был одним из организаторов подкаста Game Theory с Колином Кэмпбеллом, который с тех пор прекратил выпускаться. В сентябре 2011 года Уитта и Кэмпбелл, тогдашний редактор новостей и функций в IGN, запустили новый подкаст в том же духе, что и Game Theory, под названием IGN Game Business Show. Он также комментировал подкаст Next Gen, пока подкаст не был отменен.
Он был еженедельным соведущим «Это только тест» (Тестировано) и случайным гостем на «За экранной дверью» («Экранированный» ), «Гигантской бомб-трансляции» («Гигантская бомба») подкаста Comic Vine, до того, как «Whiskey Media» была продана в двух сделках CBS Interactive и BermanBraun. В октябре 2011 года Уитта помог собрать более 50 000 долларов на фонд «Child’s Play», когда он стал одним из организаторов 24-часового выпуска «Это только тест» с создателями Тестировано Уиллом Смитом и Норманом Чаном. Уитта продолжает председательствовать на благотворительной акции Octoberkast каждый год, создавая игру «Космические скалы» в 2013 году. Уитта вернулся в качестве гостя на «Гигантской бомб-трансляции» («Гигантская бомба») в последние годы.
В ноябре 2017 года Уитта стал официальным соведущим подкаста видеоигр Kinda Funny Games Daily после неоднократного появления в гостях этого и одного из других подкастов Kinda Funny, GameOverGreggy.

## Личная жизнь
Уитта проживает в областе залива Сан-Франциско, штате Калифорнии. В 2009 году он стал гражданином США.

## Сценарии

### Фильм
- Книга Илая (2010)
- После нашей эры (2013) – соавтор сценария с М. Найт Шьямаланом из рассказа Уилла Смита
- Изгой-один. Звёздные войны: Истории (2016 г.) – в соавторстве только с Джоном Кноллом; Крис Вейц и Тони Гилрой написали сценарий

### Телевидение
- Звёздные войны: Повстанцы (2016–2017) – 4 серии

### Компьютерные игры
- Ходячие мертвецы: Игра (2012) – в соавторстве с Шоном Ванаманом и Джейком Родкином
- Ходячие мертвецы: 400 дней (2013) – в соавторстве с Шоном Эйнсвортом, Ником Бреконом, Марком Дарином и Шоном Ванаманом
- The Walking Dead: The Final Season (2018) – писатель и консультант